# Arturo Sanhueza
Héctor Arturo Sanhueza Medel (Concepción, 11 marzo 1979) è un allenatore di calcio ed ex calciatore cileno, di ruolo centrocampista.

## Carriera
Ha giocato con la maglia del Colo-Colo dal 2005 al 2010.

## Palmarès

### Club

#### Competizioni nazionali
- Campionato cileno: 3

Santiago Wanderers: 2001
Colo-Colo: Apertura 2006, Clausura 2006, Apertura 2007, Clausura 2007, Clausura 2008, Clausura 2009